# Alois Hudec
Alois Hudec (Račice, 12 luglio 1908 – Praga, 23 gennaio 1997) è stato un ginnasta cecoslovacco.
Ha vinto la medaglia d'oro olimpica negli anelli ai Giochi olimpici di Berlino 1936.